# Valentin Koch
Valentin Koch (* 9. März 1869 in Pöcking im Isarkreis,  Königreich Bayern; † 4. Juni 1936 in Regensburg) war ein deutscher Eisenbahningenieur und Präsident der Reichsbahndirektionen Würzburg und Regensburg.

## Leben
Nach dem Abitur am Wittelsbacher-Gymnasium München studierte Valentin Koch Ingenieurwesen an der Technischen Hochschule München, wo er Mitglied des Akademischen Maschineningenieur-Vereins war. Vom 1. Oktober 1895 bis zum 30. September 1896 leistete er seinen Militärdienst als Einjährig-Freiwilliger beim Eisenbahn-Bataillon in München, wo er als Unteroffizier entlassen wurde. Als maschinentechnischer Praktikant kam er in die Zentralwerkstatt München und wurde dort zum Jahresbeginn 1900 Abteilungsmaschineningenieur. Am 16. März 1902 zum Eisenbahnassessor in der Generaldirektion der Bayerischen Staatseisenbahnen ernannt, stieg er 1907 zum Direktionsrat auf. Zum 1. April 1910 wechselte er in das Staatsministerium für Verkehrsangelegenheiten und wurde dort zum Regierungsrat ernannt. Er musste Kriegsdienst leisten und war Hauptmann der Landwehr. Nach dem Krieg wurde er im Ministerium Leiter des Zugbeförderungsreferats. Zum 1. September 1919 zum Oberregierungsrat ernannt, wechselte er in die Zweigstelle Bayern des Reichsverkehrsministeriums. Zum 1. April 1922 wurde er zum Präsidenten der Reichsbahndirektion Würzburg ernannt. In diesem Amt blieb er bis zum 31. März 1929, als er zum Präsidenten der Reichsbahndirektion Regensburg ernannt wurde. Zum 1. Oktober 1933 wurde er von seinen Amtsgeschäften entbunden und zum Jahresbeginn 1934 in den Ruhestand versetzt. 